# あつあつカップルいじわる大作戦
『あつあつカップルいじわる大合戦』（あつあつカップルいじわるだいがっせん）は、1981年（昭和56年）10月4日から同年12月27日までTBS系列局で放送されていた毎日放送製作のゲームバラエティ番組である。全13回。放送時間は毎週日曜 14:00 - 14:30 （日本標準時）。

## 概要
大学生を中心とする男女のカップル4組が出場し、優勝賞金30万円とグアム島旅行獲得を目指してゲームに挑戦していた視聴者参加型番組。司会は板東英二とマッハ文朱が務めていた。
1年間続いた『クイズ世界に挑戦!』に替わってスタートしたが、結果としては全13回（1クール・3か月）で終了。1979年（昭和54年）10月放送開始の『やすきよの結婚します!』以来、2年3か月間続いた毎日放送の視聴者参加型番組シリーズは、この番組の最終回をもって終結した。なお、司会の板東とマッハはその後、同じく毎日放送製作の『クイズ!!ひらめきパスワード』で再度共演した。